# Vraždění
Vraždění je román českého spisovatele Josefa Karla Šlejhara, sepsaný v roce 1910.

## Děj
Autor ukazuje obrazy z života v podhorské vesnici. Staví do kontrastu idylickou představu venkovského života s krutostmi života na vsi, kde si lidé závidí, nepřejí si, dokonce se i nesnáší. Dalším kontrastem je idylický obraz vesnice v dřívějších dobách a obraz pokřivených vesnických vztahů s příchodem pokroku. Šlejhar tak kritizuje nástup novodobé společnosti.
Děj začíná pozdním podzimem, plískanicemi, což jsou symboly stáří, blížící se smrti. Pokračuje zimou, příchodem smrti a končí jarem, kdy se věci urovnají a pokračují v zaběhnutém řádu. Šlejhar zde vzbuzuje ve čtenáři pocit, že svět se zla a utrpení nikdy nezbaví.
Obrazy vesnického života se skládají z příběhů několika lidí či rodin a obrazů přírody.
Jedná se o rodinu Kuželovu. Kužel, zvaný Kuželka, prohraje jmění v kartách. Musí být odveden do vězení. Zanechá po sobě ženu a tři malé děti, kterým nezůstalo nic. Šlejhar ukazuje nemilosrdnost a nesoucit vesničanů s Kuželovou ženou a jejími dětmi. Vesničané Kuželkovi přejí ten nejdelší trest.
Dalším obrazem je život starého muže, nějakého Křečhoře, který „spěl již k celému naplněnému věku“, tedy ke sto letům. Živil se tím, že vykopával pro místního zbohatlíka v lese pařezy, dostával za to jídlo a piliny, které si mohl nechat k topení.
Třetím obrazem je život starého Brejchy a jeho nemocné ženy. Žili skromně v bytě, který jim nechával domácí za snesitelný nájem. Brejcha se o svou nemocnou ženu staral, a i když se neměli nejlépe, nějak své utrpení přežívali. Z bytu je ale vystrnadil doktor se svou ženou, kteří chtěli mít celý dům jen pro sebe. Brejcha musel přestěhovat sebe a svou nemocnou ženu do zapadlé boudy na dvoře.
Obraz paní Lipanové a jejího prvního rozmazlovaného syna Oskárka, který z nenadání zemřel, a druhého nechtěného syna, který žil i přesto, že se ze všech sil snažila, aby zemřel brzy.
Najdeme zde i další, jakoby vedlejší, menší „obrazy“, které obsahují motivy nešťastné lásky a zklamání (možná paralela se Šlejharovým životem, r. 1901 se rozvádí), nevěry. Typickými vesnickými postavami v díle jsou hospodský, hasiči, hrobař, věčně opilý starosta a snobský doktor, který sem přišel kvůli výdělku, závodčí a jeho nevěrná žena, staré vesnické drbny, kterým nic neuniklo, vychytralý obchodník.
Vše dospěje k osudné noci, kdy se koná ve vsi maškarní bál. Během toho, kdy se lidé baví a pijí, zemře starý Křečhoř, zemře Kuželová a zůstanou po ní sirotci, zemře Brejchova nemocná žena, paní Lipanová ubije své dítě a nedokáže tomu zabránit ani závodčí, oběsí se starostův otec, zemře Pavlína Maternova, ta, která byla zamilována do učitele, ale prý se pro něj nehodila. Pavlína je jakýmsi světlým místem v celém ději, podobně jako závodčí, podváděný vlastní ženou, ale milující děti.
Jedná se o román s nejasnou dějovou linií. Je užita silná retardace děje pomocí naturalistického líčení umírání, utrpení, stáří nebo i podřezávání kozy (motivy zabíjeného zvířete se objevují i ve Šlejharových dalších dílech) – tedy naturalistické tendence v tematické rovině, v sociální skutečnosti, při líčení zla a bídy. Jeho naturalismus bývá označován jako postnaturalismus (Štědroňová 2006: s. 20).
Přírodu líčí se značným patosem. Jeho popis přírody obsahuje subjektivní hodnocení, svým popisem vytváří emocionální, citovou atmosféru prostředí (Štědroňová, 2006: s. 38). Pomocí popisu atmosféry krajiny a přírody navozuje vypravěč stavy a nálady postav a také stavy a nálady svoje (Štědroňová, 2006: s. 38). Přírodní motivy se velmi často opakují: popisy podzimní deštivé krajiny, zimní krajiny, namodralé dálky, analogie zimní přírody se smrtí, kontrast maškarního bálu – zábavy – a smrti. V přírodním líčení najdeme personifikaci, přirovnání i kontrast. Pracuje se širokou zásobou přídavných jmen a příslovcí, s obrovskou škálou vypjatých dějových sloves (Štědroňová, 2006: s. 38):
„[…] zastřelo se vše u plynoucí pochmurné temnosti nočních stínů – jako by černé ohromné sukno nade vším se rozepjalo. Nesmírný tmavý oblak spěl v ústrety pouti měsíčné.“
„Těžká to práce, tvrdá, mozolná, zdánlivě často nezdolná, z nejtěžších a nejkrutějších tohoto venkovského horského životbytí […]“
Román je značně subjektivní, navozuje v mysli čtenáře etické a morální otázky.
Text je psán rétorickou ich-formou, vypravěč hodnotí fikční svět, ale není přímo účasten v ději. Není ale ani zcela od děje odpoután. Přesouvá se na místo děje, seznamuje nás s postavami, poskytuje základní informace o událostech, je očitým svědkem událostí. Lze cítit, že názory vypravěče se shodují s názory autora textu. Vypravěč se snaží navodit mravní uvědomění. Čtenář je různými prostředky vybízen k soucítění a spoluprožívání (Jedličková, 1993: 58). Vypravěč působí jako samotář, až nějaký vizionář. Sezima označuje tohoto vypravěče jako „kronikáře“ (Sezima, 1910: 279).
Šlejhar jako expresionista z části ukazuje niterno vypravěčovy postavy, odkrývá jeho pocity při sledování bídného života, nespravedlnosti, bolesti a křivd.
Ukazuje hlavně lidi staré, zklamané životem, nemocné, bez možnosti zlepšení své situace, naproti nim staví bezstarostnost, vysedávání v hospodě, maškarní bály, pomlouvání, zbohatlíky, vychytralost.
Sezimova dobová reakce: „[…] Šlejharova malba vnějšku poslední dobou se zmalicherňuje k realistické povrchnosti; jeho psychologie se utápí v rozvodněném parafrázování nejběžnějších hnutí duševních, jeho styl bředne v trapné mnohomluvnosti a neodpustitelné ledabylosti.“
Zároveň tvrdí, že román Vraždění, je stále ukázkou starého Šlejhara: „A neváhám říci, že dokonce jedním z nejlepších kusů jeho proklatě jednostranného, ale při tom proklatě suggestivního umění – někdejšího.“
Sezima označuje knihu za jakousi černou kroniku. 
K názvu Vraždění: nejedná se o vraždění v pravém smyslu tohoto slova. Šlejhar spíše ukazuje pomalý proces skomírání, úpadku, utlačování lidí na vesnici. Jakoby staří, chudí nebo nemocní neměli žádnou šanci vzepřít se osudu, postavit se proti, jsou vděčni, když dostanou aspoň malou almužnu v podobě chleba.
Sezima o tom píše: „Bezbranné oběti vlečeny jsou za bílého dne na popravu, a dav přihlíží k tomu bez jiného hnutí, leč hltavé zvědavosti nebo štítivého odporu, ne-li dokonce sobeckého zadostiučinění. Je to netržité řada otupujících obrazů bídy a strádání, příkrá stupnice tuhých, až brutálních útoků na nervy.“
Už v roce 1910 byl jazyk Vraždění označen za „jazyk staromódní, jazyk groteskních starochů“ (Sezima, 1910: s. 278).